# Lycopodium yueshanense
Lycopodium yueshanense là một loài thực vật có mạch trong Họ Thạch tùng. Loài này được C.M. Kuo mô tả khoa học đầu tiên năm 1985.